# Picea
Picea é um género de coníferas, vulgarmente designadas como píceas ou espruces, pertencentes à família Pinaceae, ordem Pinales. Possui 35 espécies que podem ser encontrados em climas temperados e boreais no hemisfério Norte (taiga).
São árvores grandes que vão dos 20 aos 70 metros de comprimento. O Abeto-Gigante pode atingir os 100 m de altura.

## Espécies
Baseado no banco de dados on-linePlants of the World Online 
- Clado I
  - Picea breweriana - Pícea-de-Brewer ou espruce-de-Brewer

- Clado II
  - Picea sitchensis - Pícea-de-Sitka ou espruce-de-Sitka

- Clado III
  - Picea engelmannii - Pícia-de-Engelmann ou espruce-de-Engelmann
  - Picea glauca - Pícia-branca ou espruce-branco

- Clado IV
  - Picea brachytyla
  - Picea chihuahuana
  - Picea farreri
  - Picea likiangensis - Pícia-de-likiang ou espruce-de-likiang
  - Picea martinezii
  - Picea maximowiczii
  - Picea mexicana
  - Picea morrisonicola
  - Picea neoveitchii
  - Picea orientalis - Pícia-oriental ou Pícia-do-cáucaso; Espruce-oriental ou Espruce-do-cáucaso
  - Picea purpurea - Pícia-de-cone-purpura ou espruce-de-cone-purpura
  - Picea schrenkiana
  - Picea smithiana
  - Picea spinulosa - Pícia-de-siquim ou espruce-de-siquim
  - Picea torano
  - Picea wilsonii - Pícea-de-Wilson ou espruce-de-wilson

- Clado V
  - Picea abies- Pícea-europeia, espruce-da-noruega ou espruce-europeu
  - Picea alcockiana ("P. bicolor") - Pícea-de-Alcock ou espruce-de-Alcock
  - Picea asperata  - Pícea-do-dragão ou espruce-do-dragão
  - Picea glehnii
  - Picea jezoensis
  - Picea koraiensis - Pícea-da-coreia ou espruce-da-coreia
  - Picea koyamae - Pícea-de-Koyama ou espruce-de-Koyama
  - Picea mariana - Pícea-negra ou espruce-negro
  - Picea meyeri
  - Picea obovata - Pícea-siberiana ou espruce-siberiano
  - Picea omorika - Pícea-sérvia ou espruce-sérvio
  - Picea pungens - Pícea-do-colorado ou pícea-azul; espruce-do-colorado ou espruce-azul
  - Picea rubens - Pícea-vermelha ou espruce-vermelho